# Ectenessa decorata
Ectenessa decorata är en skalbaggsart som först beskrevs av Julius Melzer 1935.  Ectenessa decorata ingår i släktet Ectenessa och familjen långhorningar. Inga underarter finns listade i Catalogue of Life.